# Lichtgidsen
Lichtgidsen (Engels: Whitelighters) zijn fictieve personages uit de televisieserie Charmed. Ze zijn de beschermers van goede heksen en werken onder de Ouderlingen. Het zijn ooit mensen geweest, en verschillen in geslacht, ras en leeftijd.

## Vleugelen
De fictieve engelen zijn ooit geboren als mensen. In hun menselijke leven hebben zij of veel goeds voor de wereld gedaan, of ze hadden een link hadden met magie. 
Zodra ze sterven krijgen ze de keus om lichtgids te worden, hun lichaam is dan een perfecte replica van hun aardse lichaam maar bestaat uit orbs. Het verworden van een lichtgids wordt vleugelen genoemd; ze zijn engelen met toegang tot de hemel. Hun vleugels kunnen hun ook ontnomen worden als ze zich misdragen hebben.
Lichtgidsen verouderen niet, worden niet ziek en zijn bijna onsterfelijk. Als ze geraakt worden door een demonenkracht (bijvoorbeeld een energiebol) die voor stervelingen dodelijk is, spatten lichtgidsen uit elkaar in orbs, om wat later ongeschonden terug te materialiseren.
Ze kunnen wel bewusteloos raken, echter elk lichamelijk letsel geneest direct.
Een uitzondering hierop is als een Lichtgids geraakt wordt door een aanval van hun natuurlijke tegenpool, een Darklighter. De Lichtgids wordt dan onherroepelijk vergiftigd en sterft na bepaalde tijd aan de gevolgen hiervan.

## Regels
Door de Ouderen is het Lichtgidsen streng verboden een relatie aan te gaan met hun protegé. Deze regel werd verbroken door Samuel Wilder en Patty Halliwell (de moeder van de Charmed Ones); uit hun onwettige samenkomst kwam Paige voort; een van de hoofdrolspeelsters in de serie. Zij werd ter adoptie afgestaan.
De Ouderlingen hebben een uitzondering op de regel gemaakt door Leo en Piper, twee hoofdpersonages uit de serie, met elkaar te laten trouwen. Uit hun huwelijk kwamen Wyatt Halliwell, Chris Halliwell en Melinda Halliwell voort.
De kinderen van een lichtgids en een heks ontvangen veelal een vermenging van de krachten van hun ouders. Een voorbeeld hiervan is de belangrijkste kracht van Paige. Als derde zuster heeft zij de kracht van Telekinese; het verplaatsen van objecten met de wil van haar geest. Omdat haar vader een lichtgids was is het verplaatsen door de lucht vervangen door dematerialisatie en materialisatie van objecten en mensen. Waarschijnlijk krijgt het nageslacht van twee lichtgidsen volledige lichtgidskrachten.
Verder is het hen verboden te vechten en te doden.
Lichtgidsen zijn de boodschappers tussen de Ouderlingen en heksen en vergaren informatie indien nodig. Ze horen voortdurend de stemmen van hun pupillen, en als die in nood zijn en hun naam roepen zijn ze er binnen een seconde.

## Magische Krachten
- Orbing: Het verplaatsen van zichzelf, mensen of objecten naar een andere plaats door middel van dematerialisatie en materialisatie in de vorm van blauwe lichtbollen (orbs).
- Levitation: Het voor korte tijd boven de grond zweven.
- Biokinesis Healing: Het menselijk genezingsproces op magische wijze versnellen door gebruik te maken van liefde. Men kan ook voorwerpen repareren met deze kracht.
- Thermo-Dynamics: Het verwarmen of verkoelen van dingen.
- Cloaking: Jezelf of een protegé onzichtbaar en magisch onmerkbaar maken. Dit kan duren tot de lichtgids zelf gewond raakt wordt of sterft.
- Glamour: Een typische kracht van lichtgidsen; met een handbeweging jouw of iemand anders uiterlijk (totaal) kunnen veranderen.
- Protégé Detecting: De mogelijkheid een protegé te vinden door in jezelf een plek vol met liefde te zoeken.

## Mogelijkheden en Beperkingen
- Lichtgidsenpoeder ("Whitelighers dust"), een poeder dat mensen ontvankelijk voor suggestie, wordt spaarzaam gebruikt om pijnlijke of gevaarlijke herinneringen uit te wissen.
- Lichtgidsen kunnen geen dode mensen, dieren, zichzelf, of zelf toegebrachte wonden genezen.
- Het verlies van zijn metaforische vleugels maakt een Whitelighter terug sterveling: hij veroudert dan, kan ziek worden, en sterft.
- Hij mag enkel stervelingen genezen die gewond zijn door zwarte magie.
- Kan geen demonen of andere kwade wezens genezen, als hij dat probeert, vormt er zich een statische reactie, waarbij zijn lichaam weg wordt geslagen van de gekwetste demon.
- Ze communiceren met andere lichtgidsen in een eigen taal, een klikkend en klakkend geluid.
- Ze adopteren de taal van hun beschermelingen waar ook ter wereld aan.
- Als Lichtgidsen hier op aarde zijn, kunnen ze geen heksen in de onderwereld voelen, als Lichtgidsen in de onderwereld zijn, zijn ze onbereikbaar voor de heksen op aarde.
- Zelfs nadat een Whitelighter terug een sterveling wordt, zal er altijd een stuk magie in hun DNA achterblijven.